# Il marsigliese (miniserie televisiva)
Il marsigliese è una miniserie televisiva italiana del 1975 diretta da Giacomo Battiato.

## Trama
Protagoniste sono le vicende legate alla lotta per il controllo del contrabbando delle sigarette tra napoletani, siciliani e marsigliesi nella Napoli degli anni '70.

## Produzione
Lo sceneggiato è stato girato interamente a Napoli, ad eccezione di qualche scena girata a Genova.

## Colonna sonora
La colonna sonora dello sceneggiato è stata pubblicata soltanto nel 2009 dalla Digitmovies nel CD Orzowei, il figlio della savana, unitamente alla colonna sonora della miniserie televisiva Orzowei, il figlio della savana del 1977, anch'essa composta ed eseguita dai fratelli Guido e Maurizio De Angelis.
In precedenza era stato pubblicato solamente il singolo Il marsigliese, a nome M & G Orchestra. Il disco contiene le tracce Il marsigliese e Napoli oggi.